# NGC 6063
NGC 6063 (другие обозначения — UGC 10210, MCG 1-41-12, ZWG 51.45, PGC 57205) — спиральная галактика (Sc) в созвездии Змея.
Этот объект входит в число перечисленных в оригинальной редакции «Нового общего каталога».
В галактике вспыхнула сверхновая SN 1999ac, её пиковая видимая звездная величина составила 15,2.